# Exochus bifasciatus
Exochus bifasciatus är en stekelart som beskrevs av Kusigemati 1971. Exochus bifasciatus ingår i släktet Exochus och familjen brokparasitsteklar. Inga underarter finns listade i Catalogue of Life.